# Valence (immunologie)
Pour les articles homonymes, voir Valence.
La valence d'un anticorps est le nombre d'antigènes identiques que peut fixer une molécule d'anticorps (2, 4 ou 10 selon les classes d'Immunoglobulines). La valence intervient dans la capacité des anticorps à former des complexes macro-moléculaires composés de nombreux antigènes et anticorps (formation d'un réseau macromoléculaire).